# Livije Andronik
Lucije Livije Andronik (lat. Lucius Livius Andronicus), rimski pjesnik; djelovao je od 240. pr. Kr. do 207. pr. Kr. Podrijetlom je bio Grk iz Tarenta. Slobodno je prevodio grčke tragedije i komedije. Prvu takvu dramu iznio je u Rimu 240. pr. Kr. Ta se godina smatra početkom rimske književnosti. Preveo je u saturnijskom stihu Homerovu Odiseju. To je prvi poznati prijevod u svjetskoj književnosti.